# Hotell Transylvanien 3: En monstersemester
Hotell Transylvanien 3: En monstersemester (på engelska: Hotel Transylvania 3: Summer Vacation) är en amerikansk datoranimerad komedifilm producerad av Sony Pictures Animation och distribuerad av Sony Pictures Releasing. Det är den tredje delen i Hotell Transylvanien-franchisen, i regi av Genndy Tartakovsky och skriven av Tartakovsky och Michael McCullers.
Filmen hade biopremiär på Annecy International Animated Film Festival den 13 juni 2018 och släpptes i USA och Sverige den 13 juli 2018.

## Handling
Mavis överraskar sin far greve Dracula med att boka in dem båda, Mavis make Jonathan, deras son Dennis och deras monstervänner på en lyxkryssning, eftersom Mavis kände att Dracula behöver ta semester från att driva sitt monsterhotell. Dracula är först inte det minsta intresserad av att koppla av på någon kryssning, tills han träffar och blir genast kär i kryssningsfartygets kapten Ericka. Vad Dracula och de andra monstren inte alls anar är att kapten Ericka är ättling till den kända monsterjägaren Abraham Van Helsing, som för övrigt fortfarande lever. Van Helsing och Ericka planerar att hitta ett vapen som kan förgöra hela monstrigheten. Mavis anar förresten att Ericka döljer något, så nu är det hennes tur att bli överbeskyddande.

## Rollista
| Karaktär                      | Engelska röster     | Svenska röster            |
| ----------------------------- | ------------------- | ------------------------- |
| Greve Dracula                 | Adam Sandler        | Kim Sulocki               |
| Jonathan "Johnny" Loughran    | Andy Samberg        | Jesper Adefelt            |
| Mavis                         | Selena Gomez        | Mikaela Ardai Jennefors   |
| Frankenstein                  | Kevin James         | Gunnar Ernblad            |
| Eunice                        | Fran Drescher       | Sharon Dyall              |
| Varulven Wayne                | Steve Buscemi       | Ole Ornered               |
| Wanda                         | Molly Shannon       | Charlotte Ardai Jennefors |
| Griffin, Den osynlige mannen  | David Spade         | Joakim Jennefors          |
| Mumien Murray                 | Keegan-Michael Key  | Göran Gillinger           |
| Kapten Ericka Van Helsing     | Kathryn Hahn        | Emma Peters               |
| Professor Abraham Van Helsing | Jim Gaffigan        | Dan Ekborg                |
| Dennis Loughran               | Asher Blinkoff      | Frank Thunfors            |
| Stan                          | Chris Parnell       | Daniel Sjöberg            |
| Kraken                        | Joe Jonas           | Nicklas Berglund          |
| Crystal                       | Chrissy Teigen      |                           |
| Vlad                          | Mel Brooks          | Frej Lindqvist            |
| Winnie                        | Sadie Sandler       |                           |
| Blobby                        | Genndy Tartakovsky  |                           |
| Frankenginger                 | Alison Hammond      |                           |
| Tinkles                       | Joe Whyte           |                           |
| Bob                           | Joe Whyte           |                           |
| Sunny                         | Sunny Sandler       |                           |
| Frankenlady                   | Tara Strong         |                           |
| Libby                         | Libby Thomas Dickey |                           |
| Mr. Hydraberg                 | Craig Kellman       |                           |
| El Chupacabra                 | Jaime Camil         |                           |
| Gremlins                      | Aaron LaPlante      | Ola Forssmed              |